# 胡尧兴
胡尧兴，中国人民武装警察部队少将，现任武警海警总队东海海区指挥部少将政治委员。

## 生平
胡尧兴曾先后担任海军某驱逐舰支队副参谋长、东海舰队司令部作战处处长、东部战区联合参谋部动员局局长。2004年任职某驱逐舰支队副参谋长时，胡尧兴曾在国防大学基本系学习。2009年，跟随海军第三批护航编队执行任务，任编队指挥所指挥组组长。
胡尧兴还曾当选江苏省第十三届人民代表大会代表、上海市第十六届人民代表大会代表。